# Stade Gelora-Sriwijaya
Le Jakabaring Stadium ou Gelora Sriwijaya Stadium, est un stade omnisports situé à Palembang en Indonésie avec une capacité de 23 000 spectateurs.

## Histoire
Le stade a été construit en 2001. Il a accueilli la Coupe d'Asie des nations de football 2007. Il accueillera 2 matches de cette compétition.

## Événements
- Coupe d'Asie des nations de football 2007

### Matches de l'Asian Cup 2007
| Date            | Heure (UTC+8) | Équipe no 1     | Score         | Équipe no 2 | Tour                          | Spectateurs |
| --------------- | ------------- | --------------- | ------------- | ----------- | ----------------------------- | ----------- |
| 18 juillet 2007 | 17.20         | Arabie saoudite | 4 – 0         | Bahreïn     | Groupe D                      | 500         |
| 28 juillet 2007 | 19.35         | Corée du Sud    | 0 (6) – 0 (5) | Japon       | Match pour la troisième place | 10 000      |